# Hypsiboas roraima
Hypsiboas roraima is een kikker uit de familie van de boomkikkers (Hylidae). Deze soort werd in 1992 voor het eerst wetenschappelijk beschreven door William E. Duellman van de Universiteit van Kansas, en Marinus Steven Hoogmoed van het Nationaal Natuurhistorisch Museum van Leiden.
De soort werd ontdekt in bergwoud op de noordelijke flank van de tafelberg Roraima, op een hoogte van ongeveer 1400 meter in het westen van Guyana, dicht bij het drielandenpunt met Venezuela en Brazilië. Behalve op Roraima is de soort ook aangetroffen op de flanken van de berg Ayanganna die ook deel uitmaakt van de Roraima-formatie; wellicht komt ze nog op andere plaatsen voor.
De kikkers zijn 38 tot 45 mm lang, hebben een slank lichaam met een bruingekleurde rug met onregelmatige donkerbruine vlekken. Het hoofd is duidelijk te onderscheiden van het lichaam. 